# Sybra unipunctata
Sybra unipunctata là một loài bọ cánh cứng trong họ Cerambycidae.